# میکائل لوستیگ
کارل میکائل لوستیگ (سوئدی: Carl Mikael Lustig زادهٔ ۱۳ دسامبر ۱۹۸۶) بازیکن فوتبال اهل سوئد است.

## تیم ملی
وی برای تیم ملی فوتبال سوئد ۷۵ بازی انجام داده و ۶ گل به ثمر رسانده‌است. پست تخصصی این بازیکن نیز، دفاع است.